# Senna aculeata
Senna aculeata är en ärtväxtart som först beskrevs av George Bentham, och fick sitt nu gällande namn av Howard Samuel Irwin och Rupert Charles Barneby. Senna aculeata ingår i släktet sennor, och familjen ärtväxter. Inga underarter finns listade i Catalogue of Life.